# Nemognatha immaculata
Nemognatha immaculata là một loài bọ cánh cứng trong họ Meloidae. Loài này được Say miêu tả khoa học năm 1817.